# Бюст-паметник на Найден Геров
Бюст-паметникът на Найден Геров в Копривщица се намира пред пред родния му дом. Първият бюст е изработен от скулптора Минков през 1960 г., който е заменен от негова реплика от Михаил Шапкарев през 1998 г.
Паметникът включва пиедестал и бюст с общи размери 190/60/50 см. Бюстът е направен от айтоски андезит (куршум камък), а постаментът е от гранит.
Първоначално на 22 октомври 1962 г. е поместен в двора на старото училище. През 1973 г. по случай 150-годишнината на Найден Геров е преместен на сегашното му място.
Паметникът е повреден при пътен инцидент и при подмяната на бюста губи около 40 см. от височината си; вече не е зеленикав, а почти бял на цвят.
През 1998 г. изработеният нов бюст за паметника, реплика на стария, дело на известния скулптор Михаил Шапкарев, е монтиран върху стария пиедестал.
Родният дом на Геров се намира на малък площад на мястото на хаджи Геровата градина, в непосредствена близост до историческия площад „20-ти април“ в Копривщица.